# Bertrand Goulet
Bertrand Goulet, né le 20 novembre 1944 à Saint-Gervais, est un enseignant, commissaire industriel et agent de développement économique pour différentes villes du Québec.  Il a représenté la circonscription de Bellechasse à l'Assemblée nationale du Québec sous la bannière de l'Union nationale de 1976 à 1981.

## Biographie
Après des études à Saint-Gervais, au Collège de Lévis, à l'Institut de technologie de Lauzon et à l'École d'architecture navale de Québec, il obtient un diplôme de l'École normale de l'enseignement technique et exerce divers métiers dans le domaine de l'industrie; technicien de laboratoire, professeur de dessin technique, directeur des ventes.
Élu député de l'Union nationale dans Bellechasse de 1976 à 1981. Directeur général de l'Union nationale de février 1977 à juillet 1978, il a été nommé whip de son parti le 21 janvier 1980. Il est défait en 1981. 
Après son mandat, il devient commissaire industriel et directeur général du Conseil économique Chaudière-Laporte jusqu'en 1988, puis travaille, à titre de directeur du développement économique pour diverses municipalités (notamment Charlesbourg et Québec) jusqu'à sa retraite en 2005. Réputé dans sa branche, il obtient le titre de commissaire industriel de l'année au Québec en 1987, puis l'Assiette d'argent, premier prix de l'Association des commissaires industriels, le 6 octobre 1992. 
Parallèlement à sa carrière, il poursuit toujours des études. Il obtient ainsi un baccalauréat en sciences de l'éducation de l'Université du Québec à Trois-Rivières en 1985, une maîtrise en administration publique (MAP-A) de l'ÉNAP en 1995 et une maîtrise en analyse et gestion urbaine (M.A.G.U.) de l'ÉNAP, l'INRS, et l'UQAM en 1999. En 2006, il est chargé de cours à la faculté des sciences de l'administration de l'Université Laval. Depuis 2009, il s'occupe à temps partiel à titre d'enseignant et de consultant en lancement d'entreprise pour le Centre de formation professionnelle Fierbourg à Québec.
De 2000 à 2001, il est administrateur au sein de l'Amicale des anciens parlementaires du Québec. 